# Mezinárodní organizace práce
Mezinárodní organizace práce (zkratka MOP, anglicky International Labour Organization, zkratka ILO) je specializovaná organizace OSN usilující o prosazování sociální spravedlnosti a mezinárodně uznávaných pracovních práv. Byla založena v roce 1919 ve Versailles jako stálé zřízení Společnosti národů, jehož cílem byla podpora světového míru na základě sociální spravedlnosti. Od 14. prosince 1946 je specializovanou organizací OSN se sídlem v Ženevě. MOP má v současnosti 187 členů.

## Historie
Myšlenka mezinárodní spolupráce při úpravě a regulaci pracovních podmínek pochází už z roku 1840, kdy alsaský průmyslník Daniel Legrand apeloval na evropské státníky, aby jednali na mezivládní úrovni o řešení zneužívání pracujících obyvatel. V roce 1864 byla v Londýně založena tzv. První internacionála jako první mezinárodní organizace pracovníků, která však nepřežila rok 1876. V roce 1890 probíhala v Berlíně za účasti 15 evropských vlád konference o podmínkách dětské práce, na kterou navázala další jednání. V roce 1900 vznikla v Basileji nevládní Mezinárodní asociace pro právní ochranu pracovníků, jejímiž hlavními iniciátory byli Velšan Robert Owen a Francouz Daniel Legrand. Následujícího roku byl v Dánsku založen první nadnárodní odborový orgán – Mezinárodní sekretariát odborových organizací, který byl v roce 1913 přejmenován na Mezinárodní federaci odborů. V průběhu 1. světové války, v roce 1916, se v anglickém Leedsu uskutečnil odborový kongres, z něhož vzešel mimo jiné požadavek na zřízení mezinárodního úřadu práce.
Po skončení války se v Paříži sešli zástupci 27 zemí za účelem vypracování řady mírových smluv. Dne 28. června 1919 byla podepsána Versailleská mírová smlouva, která mimo jiné zakládala Společnost národů a také Mezinárodní organizaci práce. Část XIII. smlouvy obsahovala původní znění Ústavy Mezinárodní organizace práce. Ústavu vytvářel od ledna do dubna 1919 Výbor pro mezinárodní pracovní legislativu zřízený mírovou konferencí, jemuž předsedal Samuel Gompers, šéf Americké federace práce. Výbor byl složený ze zástupců devíti zemí: Belgie, Kuby, Československa, Francie, Itálie, Japonska, Polska, Velké Británie a Spojených států amerických. Hlavní myšlenkou bylo udržení míru a bezpečnosti prostřednictvím sociální spravedlnosti. Výbor se usnesl na výsledné podobě Ústavy 4. března 1919, mírová konference ji bez výhrad přijala 11. dubna a včlenila ji do Versailleské mírové smlouvy. Československá republika smlouvu vyhlásila ve Sbírce zákonů pod číslem 217/1921 Sb.
Na první konferenci MOP ve Washingtonu v říjnu 1919 bylo přijato prvních 6 úmluv, které upravovaly pracovní dobu v průmyslu, nezaměstnanost, ochranu mateřství, noční práci žen a mladistvých, a minimální věkovou hranici pracujících v průmyslu. V následujících několika letech byla přijata řada dalších dokumentů (16 úmluv a 18 doporučení). Pro jejich kontrolu a dohled nad jejich aplikací vznikla v roce 1926 Komise expertů.
V létě 1920 získala organizace své sídlo v Ženevě a prvním ředitelem jejího úřadu se stal francouzský zástupce Albert Thomas. V roce 1932 ho nahradil Brit Harold Butler a roku 1939 následoval Američan John Winant (pozdější velvyslanec USA v Británii). V květnu 1940 se sídlo organizace z bezpečnostních důvodů přesunulo do kanadského Montréalu. V roce 1941 irský ředitel Edward Phelan uspořádal ve Filadelfii již 26. konferenci s účastí zástupců 41 zemí, z níž vzešla Filadelfská deklarace o cílech a úkolech MOP, která doplnila Ústavu MOP.
Po 2. světové válce byla organizace jedinou přeživší organizací Spojených národů, a tak byla v roce 1945 přijata rezoluce o navázání styku s Organizací spojených národů. V roce 1946 stvrdil Generální sekretariát OSN spojení obou organizací. V roce 1948 přijala organizace, stále ještě pod Phelanovým vedením, usnesení č. 87 o svobodě sdružování a právu na organizování.
Už předtím, v roce 1934 se staly členy MOP i Spojené státy americké a Sovětský svaz. Mezi lety 1948 a 1970, kdy úřad MOP vedl Američan David Morse, se počet členů zdvojnásobil, počet úředníků organizace vzrostl čtyřikrát a rozpočet pětkrát. V roce 1960 MOP založila Ústav pro studium práce v Ženevě a v roce 1965 mezinárodní školící středisko v italském Turínu.
Při příležitosti padesátého výročí MOP v roce 1969 obdržela organizace Nobelovu cenu za mír.
V letech 1970–1973 úřad vedl Brit Wilfred Jenks a po něm Francouz Francis Blanchard. V letech 1977 až 1980 se z MOP stáhly Spojené státy americké. Mezinárodní organizace práce sehrála významnou roli např. při emancipaci Polska, kdy podporovala legitimitu odborových svazů Solidarity. V roce 1989 se vedení úřadu MOP ujal Belgičan Michel Hansenne. O deset let později, 4. března 1999, jej nahradil Chilan Juan Somavía, v roce 2012 Angličan Guy Ryder, od 1. října 2022 je ředitelem Gilbert F. Houngbo (Togo).

## Orgány
Mezinárodní konference práce zajišťuje každoroční setkávání představitelů vlád, zaměstnavatelů a zaměstnanců členských států. Konference schvaluje rozpočet a určuje mezinárodní pracovní standardy. Konference rovněž slouží jako fórum, na kterém se diskutuje o sociálních a pracovních záležitostech globálního významu.
Správní rada se schází třikrát ročně, řídí operace MOP, formuluje přístupy a programy, vypracovává rozpočet a posuzuje případy porušování standardů určených MOP.
Mezinárodní úřad práce (BIT) je stálým sekretariátem organizace.
MOP má přibližně 2500 zaměstnanců působících v ústředí a 49 kanceláří v terénu.

## Úkoly
Mezinárodní organizace práce formuluje mezinárodní přístupy a programy přispívající ke zlepšení pracovních a životních podmínek, vytváří mezinárodní pracovní standardy sloužící vládám států jako model při zavádění vlastních programů, organizuje rozsáhlý program technické spolupráce, který má pomoci vládám zvýšit efektivnost nových strategií, a angažuje se v oblasti školení, vzdělávání a výzkumu za účelem dosažení pokroku ve výše uvedených oblastech.
Z různých světových organizací hájících zájmy pracujících vyniká MOP zejména tím, že zástupci zaměstnanců a zaměstnavatelů mají při formulování programů stejnou důležitost jako vlády států.

### Nucená práce
Boj proti nucené práci je pro Mezinárodní organizaci práce jednou z hlavních priorit. Historicky byla nucená práce považována zejména za znak kolonialismu a hlavním úkolem organizace bylo stanovení minimálních standardů, které by ochránily původní obyvatele kolonií před ekonomickým zneužíváním. Po roce 1945 se cíl organizace změnil – začala se snažit o vytvoření univerzálního a jednotného standardu, který by vycházel z poznatků o různých politicky či ekonomicky motivovaných systémech nucené práce, získaných během druhé světové války. Tento projekt však nebyl úspěšný – jeho realizaci znemožnila jak studená válka, tak mnohé výjimky vyžadované koloniálními mocnostmi. Od šedesátých let je snaha zařadit pracovní standardy mezi základní lidská práva znesnadňována vládami nově samostatných postkoloniálních zemí, které považují možnost kontrolovat pracovní sílu za nezbytnou, mají-li podporovat rychlý ekonomická růst a vývoj.

#### InFocus
Na Mezinárodní konferenci práce, konané v červnu 1998, bylo přijato Prohlášení MOP o zásadách a právech v práci. Tímto prohlášením státy přislíbily podporu a ochranu práva na sdružování a práva na kolektivní vyjednávání. Dále se zavázaly k odstranění všech forem nucené či povinné práce, zakázání dětské práce a odstranění všech forem diskriminace. S přijetím tohoto prohlášení zavedla Mezinárodní organizace práce také program InFocus, který kontroluje procesy a jiné činnosti technické spolupráce, které souvisí s realizací tohoto prohlášení. Program má mimo jiné za úkol také zvyšování veřejného povědomí o tomto prohlášení. V roce 2001 byla publikována první globální zpráva programu InFocus. Na jejím základě vyhlásila Správní rada MOP Speciální akční program boje proti nucené práci. Od svého počátku je tento akční program zaměřen na zvyšování veřejného povědomí o různých formách nucené práce a na podporu potlačení jakýchkoli forem nucené práce. Od zavedení akčního programu bylo provedeno několik tematicky či geograficky zaměřených studií, jež se zabývaly různými aspekty nucené práce – prací sloužící k umoření dluhu (ang. bonded labour), nevolnictvím, nucenými pracemi v domácnosti, nucenými vězeňskými pracemi, obchodem s lidmi a jinými.

### Minimální mzdy
Právo pracovníků na ustanovení minimální mzdy je upraveno Úmluvami MOP č. 26 a 131 o stanovení minimální mzdy z let 1928 a 1995. Zákony o minimální mzdě má dnes většina vyspělých a středně pokročilých zemí, v různých zemích však nabírají různé podoby. Jednou z nich je národní, vládou stanovená hranice minimální mzdy, druhým typem je rovněž národní minimum, stanovené prostřednictvím kolektivního vyjednávání, a posledním je minimální mzda stanovená kolektivním jednáním, která se však vztahuje pouze na zaměstnance v daném odvětví.

### HIV/AIDS
Mezinárodní organizace práce je hlavní agenturou Organizace spojených národů, která se zabývá problematikou přítomnosti viru HIV na pracovišti. MOP si je vědoma, že vir HIV může mít devastující vliv na pracovní sílu a její produktivitu, a může tak představovat obrovské břemeno jak pro pracovníky a jejich rodiny, tak pro společnost jako celek. MOP se proto zabývá bojem proti viru HIV již od roku 1998. V červnu 2001 přijala správní rada MOP Soubor pravidel Mezinárodní organizace práce pro HIV/AIDS na trhu práce, které bylo uvedeno v platnost na speciálním zasedání Valného shromáždění OSN. Ve stejném roce se MOP stala spolusponzorem Společného programu Organizace spojených národů k HIV/AIDS (tzv. UNAIDS). Na 99. Mezinárodní konferenci práce, konané v roce 2010, bylo přijato Doporučení MOP k HIV/AIDS na trhu práce, které se stalo prvním mezinárodním pracovním standardem, týkajícím se HIV nebo AIDS. Toto doporučení obsahuje soubor pravidel, které mají ochránit práva HIV-pozitivních pracovníků a jejich rodin, stejně jako návrhy na zlepšení prevence nákazy.

#### ILOAIDS
Orgánem Mezinárodní organizace práce, který se tomuto tématu věnuje, je agentura ILOAIDS. ILOAIDS vykonává řadu funkcí v oblastech poradenství, výzkumu a technické pomoci týkající se problematiky HIV/AIDS a trhu práce. Pracuje rovněž na propagaci sociální ochrany jako prostředku ke snižování nebezpečí nákazy virem HIV a k omezení vlivu na pracovníky nakažené či jinak ovlivněné virem HIV. Nynějším projektem ILOAIDS je kampaň "Dostaňme se k nule”, jež má za cíl snížit počet nově nakažených virem HIV, počet úmrtí spojených s AIDS, a počet diskriminace na základě HIV na nulu, a to do konce roku 2015. Na základě této kampaně ILOAIDS rovněž nabízí dobrovolné a důvěrné testování na pracovišti. Tato iniciativa je známá pod názvem VTC@WORK.

### Migrující pracovníci
Pro ochranu práv migrujících pracovníků přijala Mezinárodní organizace práce několik úmluv, například Úmluvu MOP o migrujících pracovnících (doplňková ustanovení), z roku 1975, nebo Úmluvu OSN o právech migrujících pracovníků a členů jejich rodin z roku 1990.

### Pracovníci v domácnosti
Pracovníci v domácnosti jsou lidé, kteří vykonávají řadu prací a úkolů v domácnostech ostatních lidí – mohou například vařit, uklízet, či pečovat o děti. Z historických a společenských důvodů – ženy tradičně vykonávaly tyto činnosti bez nároku na mzdu – tito pracovníci často nejsou zahrnuti do prostředků a projektů sociální ochrany a ochrany práce. K ochraně práv pracovníků v domácnosti byla přijata Úmluva MOP o důstojné práci pro pracovníky v domácnosti, platná k 16. červnu 2011.

### MOP a globalizace
Cílem Mezinárodní organizace práce je proces globalizace, který je inkluzivní a demokratický, a který poskytuje příležitosti a hmatatelné výhody pro všechny země a jedince. V odpovědi na tvrzení, že v rámci multilaterálního systému MOP neexistuje orgán, který by adekvátně pokrýval problematiku sociálního rozměru globalizace, vytvořila v únoru 2002 Správní rada MOP Světovou komisi pro sociální rozměr globalizace. Správa této komise s názvem Spravedlivá globalizace: vytvoření příležitostí pro všechny je prvním pokusem o dialog mezi zástupci různých zájmů a názorů na sociální rozměr komunikace, jehož cílem bylo zejména nalezení kompromisu v jedné z nejpalčivějších otázek současnosti.

## Zajímavosti
Švýcarská poštovní správa pro potřeby sekretariátu v roce 1923 vydala edice švýcarských poštovních známek s přetiskem S.D.N BURÉAU INTERNATIONAL DU TRAVAIL. Texty přetisků se u dalších edic mírně měnily. Od roku 1956 byly vydány edice známek jen tohoto úřadu – známky ve švýcarské měně a provedení jsou opatřeny nápisem BUREAU INTERNATIONAL DU TRAVAIL a názvem HELVETIA.